# Acidosi lattica
L'acidosi lattica è una condizione determinata dall'accumulo di lattato nel corpo, con conseguente riduzione del catabolismo. Conduce ad acidificazione del plasma ed è considerata una delle cause possibili dell'acidosi metabolica. Le cellule producono l'acido lattico quando usano il glucosio per creare energia in carenza di ossigeno.
L'acidificazione del sangue è causata soprattutto dalle proteine di membrana trasportatrici del lattato presenti sulla membrana sarcoplasmatica della fibra muscolare che, attraverso un trasporto attivo, espellono il lattato dalla cellula per immetterlo nel flusso sanguigno insieme ad alcuni protoni in un meccanismo di simporto. 
Al contrario di quanto si potrebbe pensare quindi l'acidosi lattica fisiologica non è causata dalla deprotonazione dell'acido lattico, che non viene prodotto, ma dal trasporto del lattato nel flusso ematico.
L'acidosi lattica è anche una forma di complicanza rara in alcune forme di neoplasie (tumori).

## Sintomatologia
I segni dell'acidosi lattica sono respirazione profonda e veloce, ipotensione, vomito, tachicardia, nausea e dolore addominale.

## Eziologia
L'acidosi lattica può essere causata da malattie diabetiche o del fegato o del rene, difetti metabolici esogeni o endogeni, così come può essere causato dall'assunzione di certe forme di farmaci.
Ad esempio l'acidosi lattica può riscontrarsi in quei soggetti dove la piruvato deidrogenasi, l'enzima che converte il piruvato in Acetil-coenzima A, permane principalmente nello stato fosforilato (ovvero inattivo) essendoci carenza di fosfatasi attivatrici. Di conseguenza il glucosio trasformato in piruvato durante la glicolisi, non potendo diventare acetil-coenzima A, viene convertito in acido lattico per via anaerobica.

## Terapia
Per regolare il pH e la presenza di lattato nel sangue viene utilizzato il cloro-acetato, ma la sopravvivenza della persona affetta non cambia con tale trattamento.